# Negri (okręg Bacău)
Negri – wieś w Rumunii, w okręgu Bacău, w gminie Motoșeni. W 2011 roku liczyła 734 mieszkańców.